# Gaetano Galvagno
Gaetano Galvagno, né à Paternò le 15 février 1985 est un homme politique italien.
Membre des Frères d'Italie, il est depuis le 10 novembre 2022 président de l'Assemblée régionale sicilienne.

## Biographie
Gaetano Galvagno est le neveu de Domenico Claudio « Mimmo » Galvagno, homme politique de la région de Catane, ancien assesseur provincial sous la présidence de Raffaele Lombardo. Son père, médecin retraité mort du coronavirus alors qu'il avait repris son métier durant le point culminant de la pandémie.
Diplôme en économie, Gaetano Galvagno est salarié dans une compagnie d'assurance.
Il participe à la création des Frères d'Italie par Giorgia Meloni.
Lors des élections régionales de 2017 en Sicile, il est élu dans le collège de Catane sur la liste Frères d'Italie-Nous avec Salvini au sein de l'union de la droite en faveur de Nello Musumeci. Il siège au sein de la majorité parlementaire dans le groupe Fratelli d'Italia dont il est le secrétaire à partir 2021 et se lie avec Ignazio La Russa, chef de file du parti d'extrême droite sur l'île. Galvagno est également vice-président de la Commission du budget puis secrétaire adjoint de l'Assemblée régionale sicilienne. Il appartient également à la commission d'enquête sur le phénomène de la mafia et de la corruption en Sicile et à la commission de vérification des pouvoirs.
Lors des élections municipales de 2022 à Paterno, il échoue à faire élire son candidat Alfio Virgolini, face au maire sortant Antonino Naso, réélu, même si la liste de Frères d'Italie recueille le plus de voix (13,26 %).
Réélu lors des élections régionales de 2022, avec un score triplé en cinq ans qui en fait le meilleur de son parti en Sicile, il est devenu une figure émergente de la politique sicilienne. Défendu par La Russa, négociateur en Sicile pour Frères d'Italie des alliances avec les autres forces de droite lors des élections municipales et régionales, devenu président du Sénat, il est élu à la présidence de l'Assemblée régionale sicilienne le 10 novembre 2022 au second tour par 43 voix sur 70, dont celles des huit députés de centre droit de la liste autonome de Cateno De Luca, alors que quatre fidèles du président sortant Gianfranco Miccichè, dont le parti Forza Italia appartient à la majorité, ont voté pour Giorgio Assenza. 
À 37 ans, il est le plus jeune président de cette assemblée, et le premier originaire de la province de Catane. 